# Saint-Jean-d'Arvey
Pour les articles homonymes, voir Saint-Jean.
Saint-Jean-d'Arvey est une commune française située dans le département de la Savoie, en région Auvergne-Rhône-Alpes.

## Géographie

### Situation et description

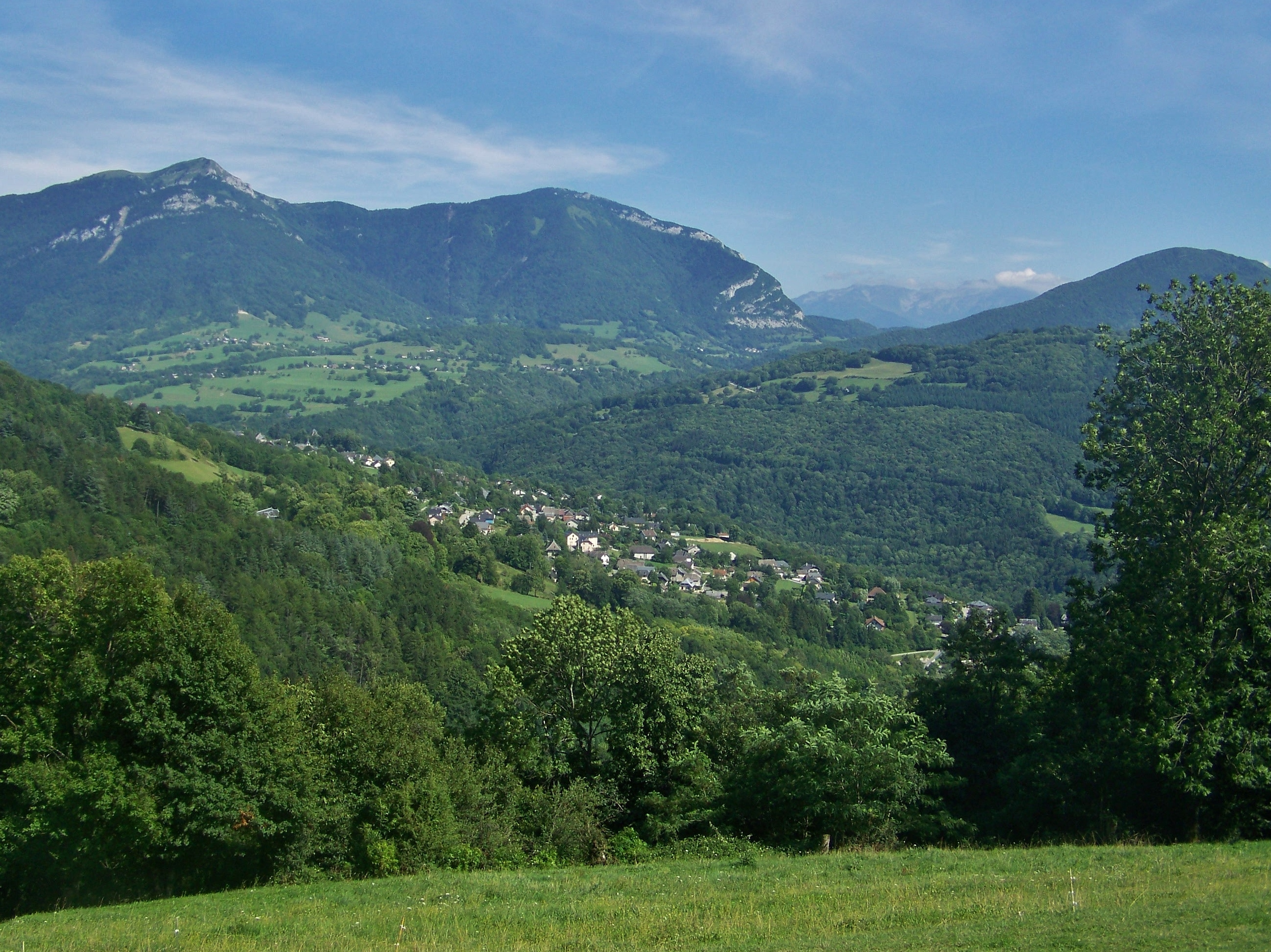
Vue du chef-lieu de la commune.

La commune de Saint-Jean d'Arvey est située sur le plateau de la Leysse, à l'aplomb du Nivolet et du Mont Peney. Elle se trouve sur les hauteurs de Chambéry, préfecture du département de la Savoie et situé à moins d'une dizaine de kilomètres à l'ouest, séparés notamment par la commune de Saint-Alban-Leysse.
Le chef-lieu de Saint-Jean-d'Arvey s'étire sur le flanc du Mont Peney sur une longueur de deux kilomètres. La commune dans son ensemble (en incluant les différents hameaux) présente quant à elle un dénivelé de 1 200 mètres, à partir du hameau du Bout du Monde au pied du Peney (environ 300 mètres d'altitude), jusqu'à la croix du Nivolet (1 547 mètres).

### Communes limitrophes
| Verel-Pragondran   | Les Déserts        |         |
| Saint-Alban-Leysse | Saint-Jean-d'Arvey | Thoiry  |
| Barby              | Curienne           | Puygros |

### Géologie et relief
Le col de la Doria (1 100 m) permet aux randonneurs de passer entre le mont Peney et le Nivolet et est situé sur le territoire de la commune.

### Lieux-dits, hameaux et écarts
Les Thermes, Plamaz, Lovettaz, Chef-lieu, le bout du monde

## Urbanisme

### Typologie
Au 1er janvier 2024, Saint-Jean-d'Arvey est catégorisée ceinture urbaine, selon la nouvelle grille communale de densité à sept niveaux définie par l'Insee en 2022.
Elle appartient à l'unité urbaine de Chambéry, une agglomération intra-départementale regroupant 35  communes, dont elle est une commune de la banlieue,,. Par ailleurs la commune fait partie de l'aire d'attraction de Chambéry, dont elle est une commune de la couronne,. Cette aire, qui regroupe 115 communes, est catégorisée dans les aires de 200 000 à moins de 700 000 habitants,.

### Occupation des sols
L'occupation des sols de la commune, telle qu'elle ressort de la base de données européenne d’occupation biophysique des sols Corine Land Cover (CLC), est marquée par l'importance des forêts et milieux semi-naturels (77,1 % en 2018), en diminution par rapport à 1990 (81 %). La répartition détaillée en 2018 est la suivante : 
forêts (74,4 %), prairies (13,1 %), zones urbanisées (6,8 %), zones agricoles hétérogènes (3 %), milieux à végétation arbustive et/ou herbacée (2,6 %).
L'IGN met par ailleurs à disposition un outil en ligne permettant de comparer l’évolution dans le temps de l’occupation des sols de la commune (ou de territoires à des échelles différentes). Plusieurs époques sont accessibles sous forme de cartes ou photos aériennes : la carte de Cassini (XVIIIe siècle), la carte d'état-major (1820-1866) et la période actuelle (1950 à aujourd'hui).

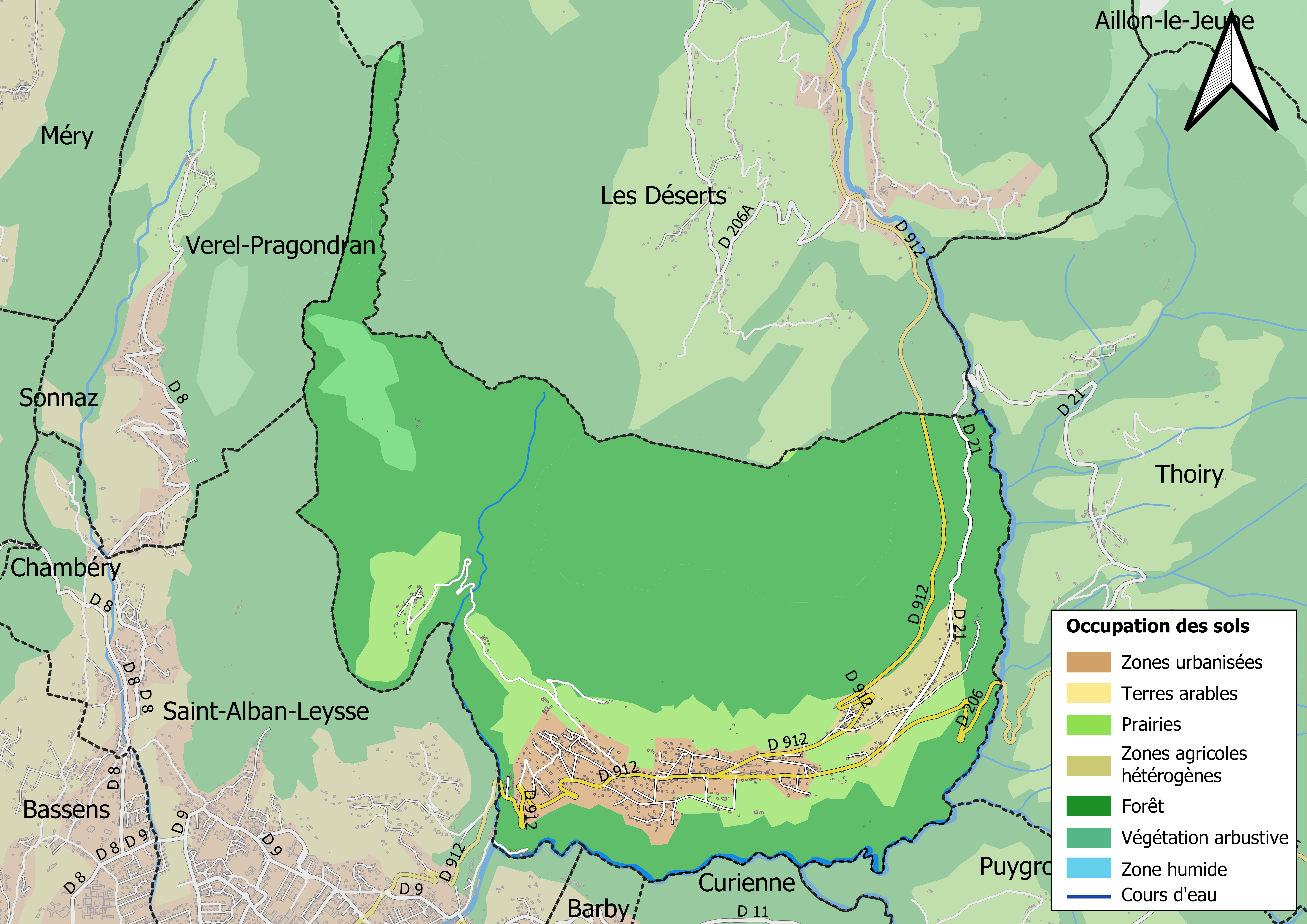
Carte des infrastructures et de l'occupation des sols en 2018 (CLC) de la commune.
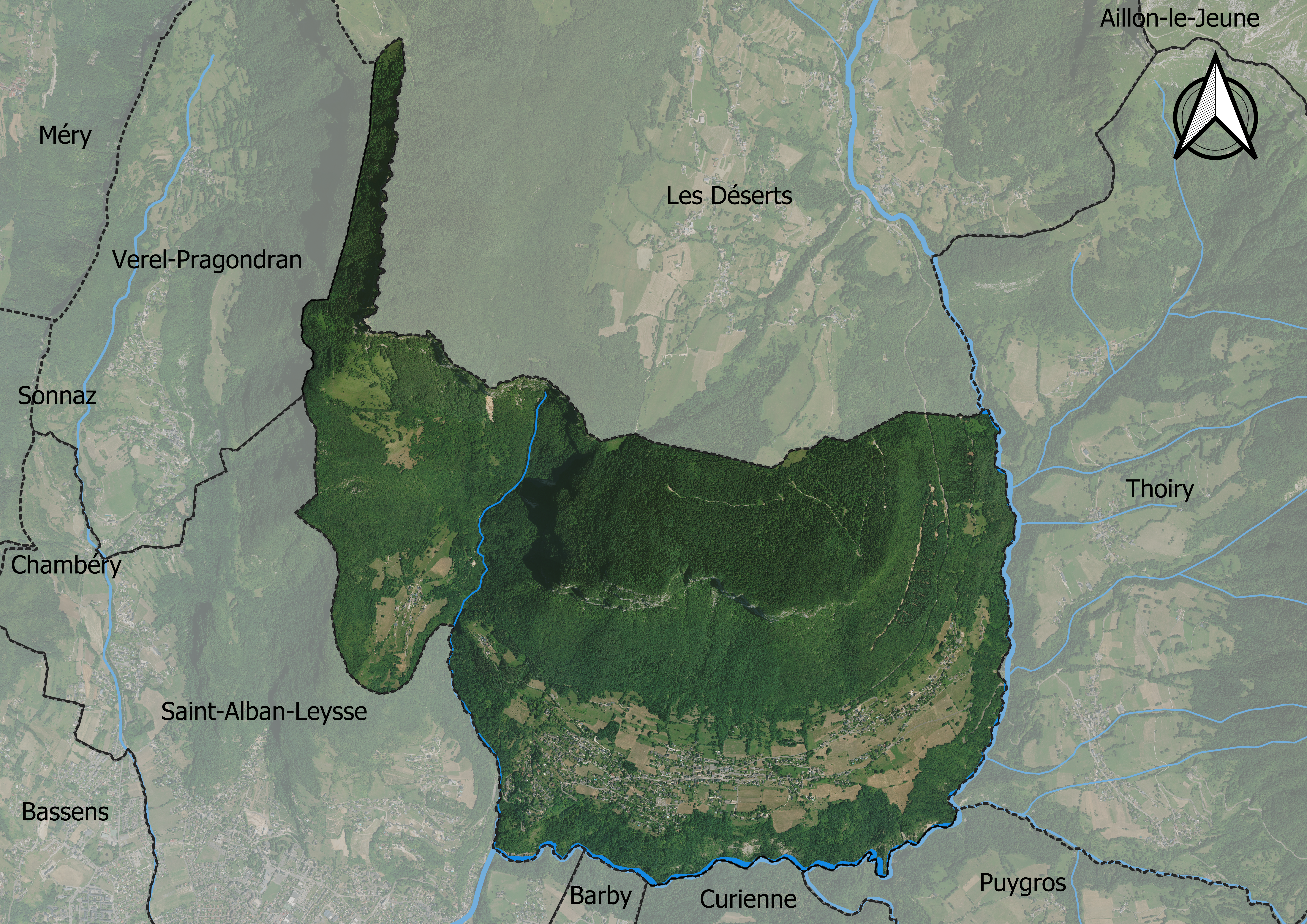
Carte orthophotogrammétrique de la commune.

## Toponymie
En francoprovençal, le nom de la commune s'écrit San-Djan, selon la graphie de Conflans.

## Histoire

### Moyen Âge
Le 23 février 1399, Louis de Joinville seigneur de Divonne concède l'autorisation aux hommes d'Arvey de construire un four à leur usage.
La maison forte de Salins, ou dite du Villard, a été édifiée vers le XIIe et XIIIe siècles. En 1479, dans un acte de reconnaissance, la veuve de Nicod de Salins, Pèronne de Duingt, déclare tenir en fief du duc de Savoie « une grange convertie en ruine avec une place située à Salins ». En 1584, elle est entre les mains de Jehan Piochet de Salins et le croquis qu'il en a dressé, montre sa résidence, entourée de deux jardins agrémentés de fontaine et les tenures des paysans tout autour. Elle est représentée comme une grosse tour carrée ; maison tour, éclairée par deux croisées. Il la décrit comme : « la dicte maison couverte d’ardoise avec ses paysages, membres et appartenances heu égard qu’elle est aux champs, près toutefois la ville est belle, spacieuse, de beau passetemps pour une retraite commode en temps de peste ou dangereux ».

## Politique et administration

### Administration municipale
Le conseil municipal de Saint-Jean-d'Arvey se compose du maire, de quatre adjoints et de 14 conseillers municipaux.
Voici ci-dessous le partage des sièges au sein du conseil municipal :

### Tendances politiques et résultats
|                                 | 1er score | 1er score                             | 2e score | 2e score                                | Participation |
| Élections européennes de 2014   |           | 19,39 % pour Jean-Marie Le Pen (FN)   |          | 16,86 % pour Vincent Peillon (PS)       | 46,97 %       |
| Élections législatives de 2012  |           | 62,71 % pour Bernadette Laclais (PS)  |          | 37,29 % pour Christiane Brunet (DVD)    | 53,55 %       |
| Élection présidentielle de 2012 |           | 56,15 % pour François Hollande (PS)   |          | 43,85 % pour Nicolas Sarkozy (UMP)      | 83,32 %       |
| Élections régionales de 2010    |           | 61,90 % pour Jean-Jack Queyranne (PS) |          | 27,30 % pour Françoise Grossetête (UMP) | 52,21 %       |
| Élections cantonales de 2008    |           | 63,76 % pour Jean-Pierre Burdin (PRG) |          | 17,88 % pour Christiane Nantois (DVD)   | 49,87 %       |

### Liste des maires
| Période                                  | Période                    | Identité             | Étiquette | Qualité |
| ---------------------------------------- | -------------------------- | -------------------- | --------- | ------- |
| Les données manquantes sont à compléter. |                            |                      |           |         |
| mars 1971                                | mars 2014                  | Jean-Claude Monin    | PS        | ...     |
| mars 2014                                | mai 2020                   | Jean-Charles Métras  | SE        | ...     |
| mai 2020                                 | En cours (au 30 juin 2020) | Christian Berthomier | SE        | ...     |

## Population et société

### Démographie
L'évolution du nombre d'habitants est connue à travers les recensements de la population effectués dans la commune depuis 1793. Pour les communes de moins de 10 000 habitants, une enquête de recensement portant sur toute la population est réalisée tous les cinq ans, les populations de référence des années intermédiaires étant quant à elles estimées par interpolation ou extrapolation. Pour la commune, le premier recensement exhaustif entrant dans le cadre du nouveau dispositif a été réalisé en 2004.

En 2022, la commune comptait 1 704 habitants, en évolution de +1,25 % par rapport à 2016 (Savoie : +3,63 %, France hors Mayotte : +2,11 %).
| 1793 | 1800 | 1806 | 1822  | 1838  | 1848  | 1858  | 1861  | 1866 |
| ---- | ---- | ---- | ----- | ----- | ----- | ----- | ----- | ---- |
| 788  | 874  | 963  | 1 081 | 1 034 | 1 030 | 1 081 | 1 035 | 966  |

| 1872  | 1876  | 1881 | 1886 | 1891 | 1896 | 1901 | 1906 | 1911 |
| ----- | ----- | ---- | ---- | ---- | ---- | ---- | ---- | ---- |
| 1 026 | 1 022 | 988  | 949  | 925  | 892  | 846  | 786  | 715  |

| 1921 | 1926 | 1931 | 1936 | 1946 | 1954 | 1962 | 1968 | 1975 |
| ---- | ---- | ---- | ---- | ---- | ---- | ---- | ---- | ---- |
| 624  | 630  | 588  | 597  | 547  | 522  | 429  | 410  | 587  |

| 1982 | 1990  | 1999  | 2004  | 2006  | 2009  | 2014  | 2019  | 2022  |
| ---- | ----- | ----- | ----- | ----- | ----- | ----- | ----- | ----- |
| 903  | 1 182 | 1 308 | 1 365 | 1 397 | 1 473 | 1 703 | 1 726 | 1 704 |

### Enseignement

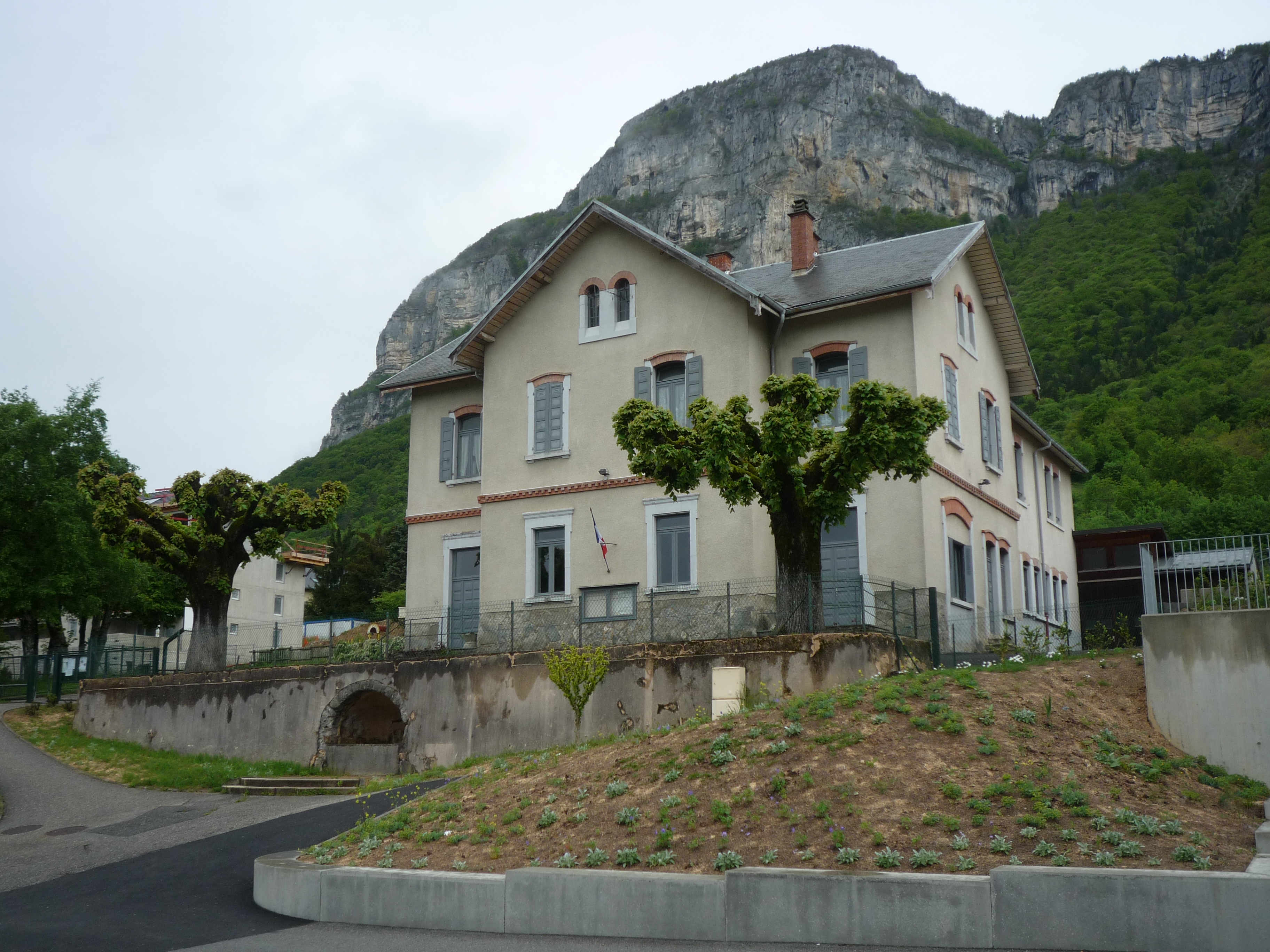
L'école élémentaire.

Rattachée à l'académie de Grenoble, la commune dispose des institutions suivantes :
- une école maternelle ;
- une école élémentaire.

### Sports

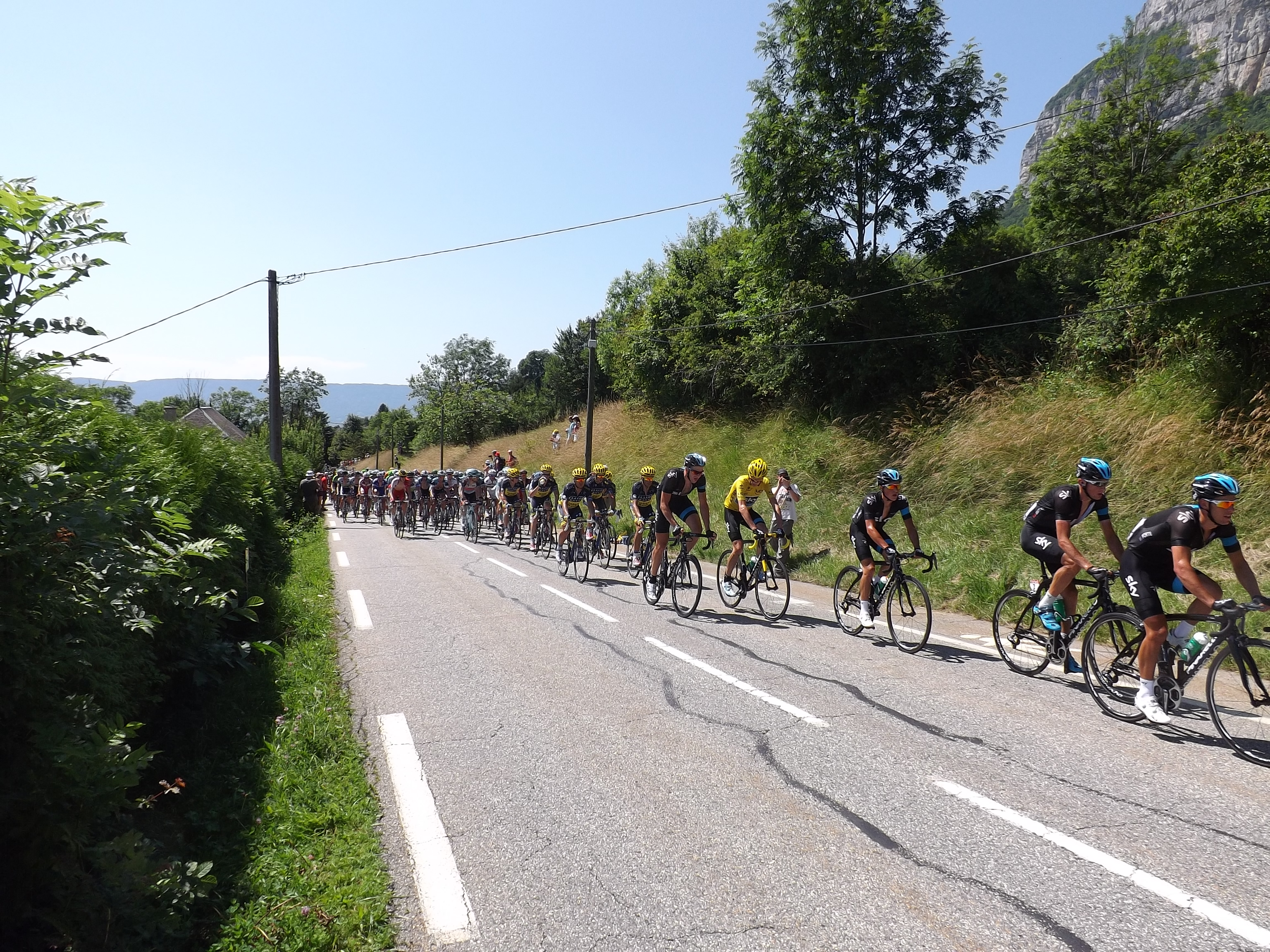
Passage du peloton dans le chef-lieu lors de la du Tour de France 2013.

La commune de Saint-Jean d'Arvey a été traversée par les coureurs lors de la 20e étape du Tour de France 2013. Arrivant du col des Prés, les coureurs montaient alors au Revard.

### Cultes

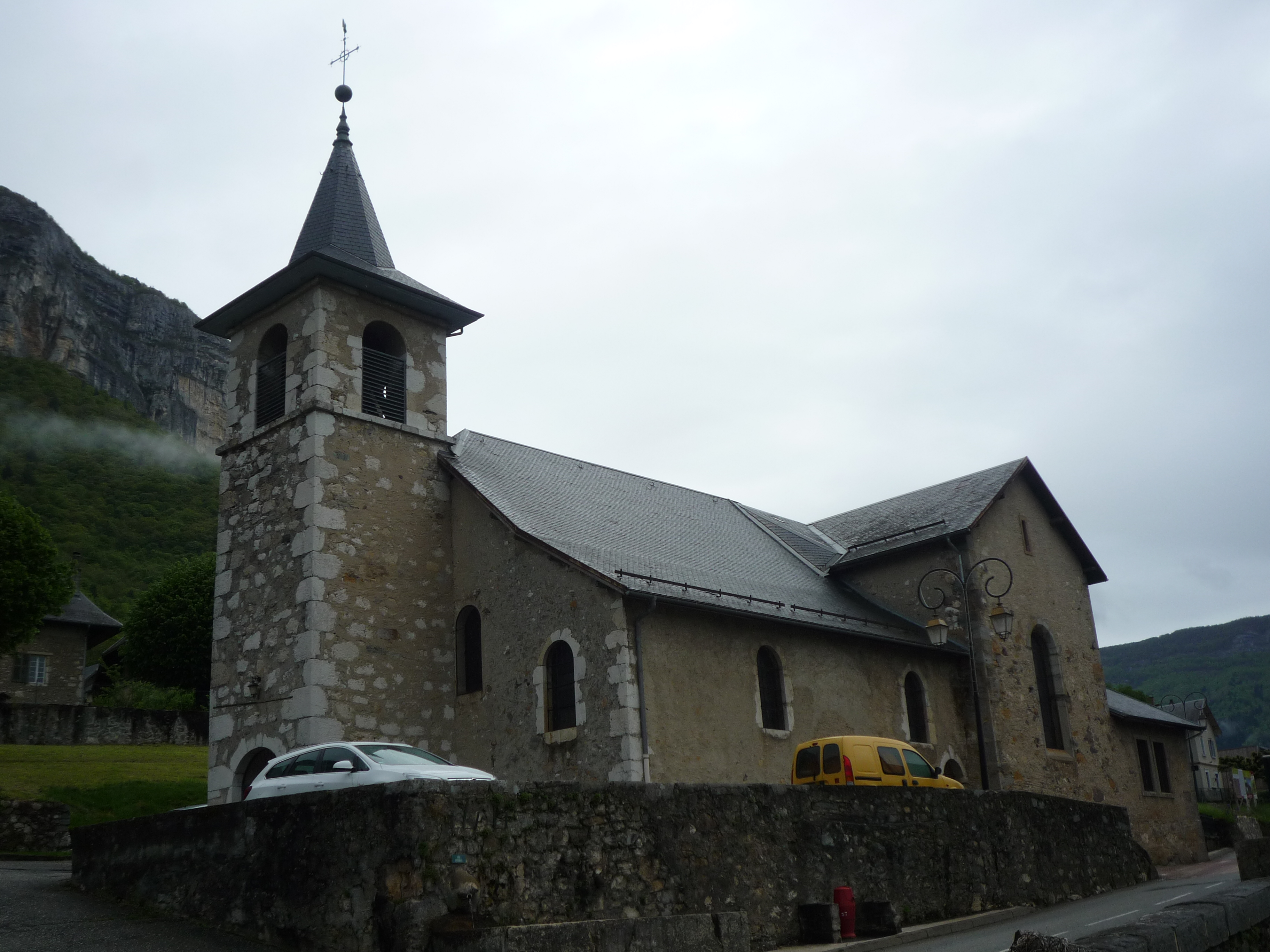
Église de Saint-Jean-d'Arvey vue depuis la route.

## Économie

### Entreprises et commerces
le st jean, restaurant.

## Culture et patrimoine

### Lieux et monuments

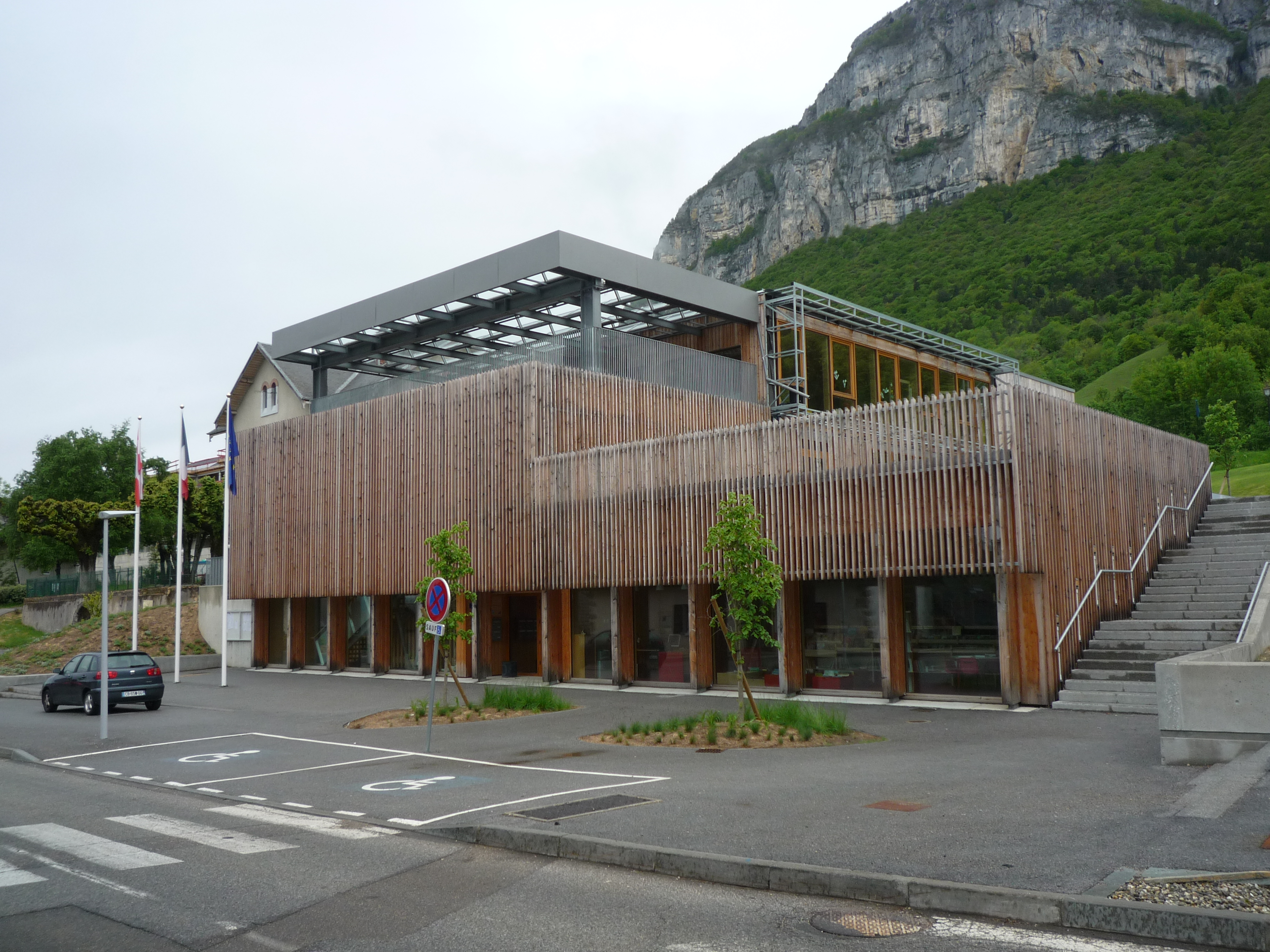
Le bâtiment multifonctionnel.

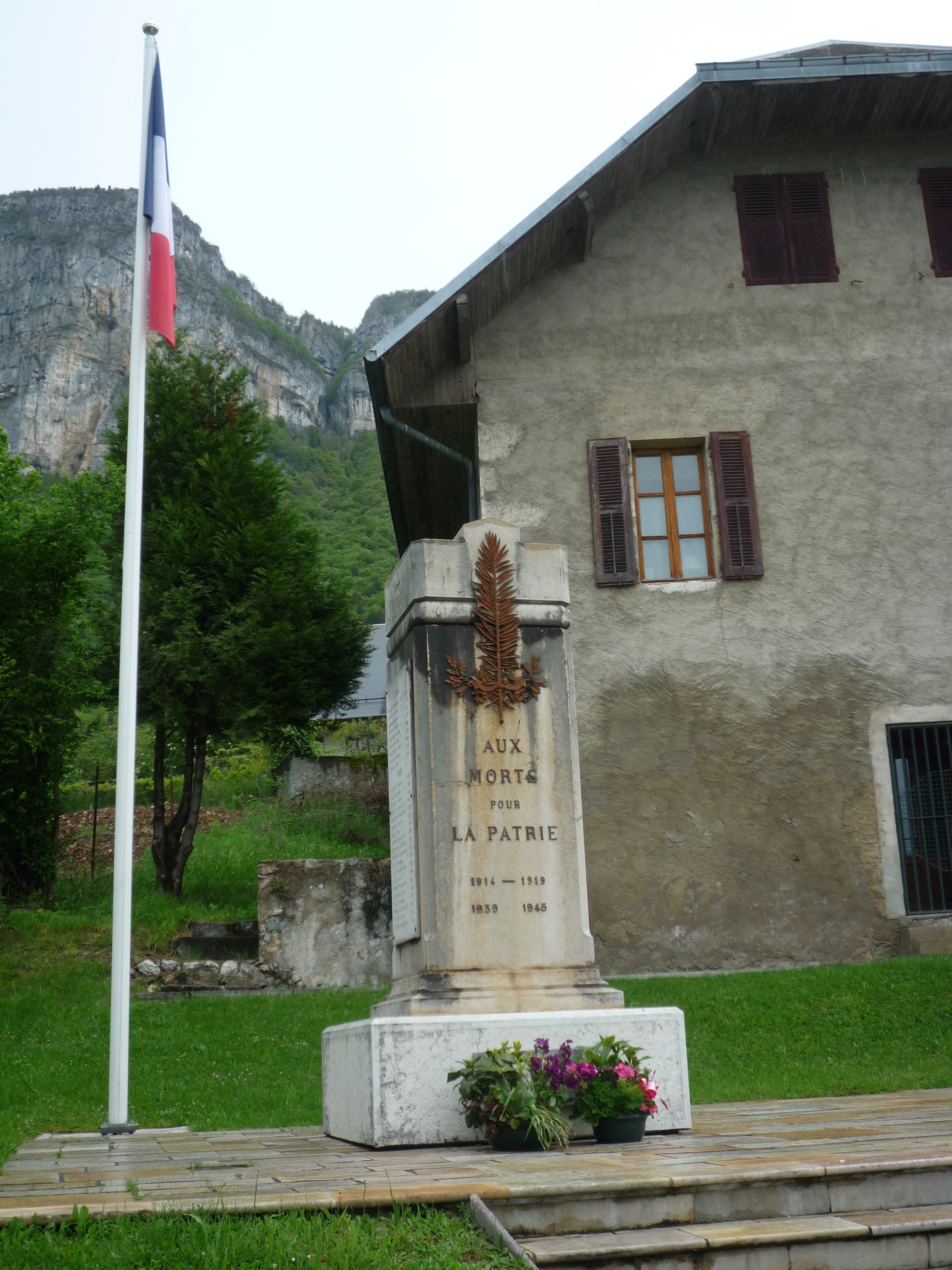
Monument aux morts.

- Abri sous roche du Chalcolithique[16].
- Château de Chaffardon, possession des Chaffardon puis des Oncieu.
- Maison forte de Salins (XIIe et XIIIe siècles), situé au-dessus de la Leysse, face au château de la Bâtie (Barby). Propriété des familles d'Arvey, de La Balme, de Salins, Piochet de Salins.
- Château Biron, appelée "la tour" (XVIe siècle)
- Église placée sous le patronage de saint Jean-Baptiste. Le nouvel édifice est agrandi en style néoroman selon les plans de l'architecte Besson, en 1846[17].
- Bâtiment multifonctionnel : inauguré le 23 juin 2012 et d'une surface de 1 080 m2, il accueille une crèche, une garderie, une bibliothèque ainsi qu'une salle du conseil municipal.

### Espaces verts et fleurissement
En 2014, la commune de Saint-Jean-d'Arvey bénéficie du label « ville fleurie » avec « une fleur » attribuée par le Conseil national des villes et villages fleuris de France au concours des villes et villages fleuris.

### Personnalités liées à la commune
- Le peintre et naturaliste Paul Barruel vécut de 1947 à 1977 à Saint-Jean-d'Arvey.